# Nadia Nakhlé
Nadia Nakhlé, née le 2 avril 1985 à Poitiers, est une metteuse en scène et autrice de bande dessinée française d'origine libanaise. 

## Biographie
Après un Master en droit, elle se forme en autodidacte au cinéma d'animation et à la mise en scène de projets impliquant écriture, dessin, musique et théâtre,.

## Publications
- Les oiseaux ne se retournent pas, Delcourt, coll. « Mirages », 2020  (ISBN 9782413027652)[3],[4],[5],[6],[7].
  - Prix Atomium Première RTBF du roman graphique 2020[8], prix Solidarité de L’Obs et la Fondation Harmonie mutuelle 2020[9],[10],[11], prix des lycées du Festival International d’Angoulême 2021[12], prix L’échappée littéraire 2021[13].
- Zaza Bizar : La nuit, c'est ma couleur préférée, Delcourt, 2021  (ISBN 9782413039617)[14],[15],[16].
- Les Notes rouges, Delcourt, coll. « Mirages », 2024  (ISBN 9782413048190)[17],[18],[19].
  - Prix Nouvelle République du festival BD Boum 2024[20].

## Théâtre
Nadia Nakhlé a participé à l'élaboration de nombreuses représentations, avant de créer elle-même ses spectacles. Ils ont d'ailleurs été récompensés par de multiples prix (petit Molière du meilleure auteure en 2014, prix Paris jeunes talent 2013 de la ville de Paris, soutien de l’Adami et du Spedidam).
- Collaboratrice artistique pour Fils du Dragon Enfants de la Lune[22] de Marie-Ann Trân, 2016.
- Vidéaste et graphiste de Soulever la Politique[23] de Denis Guénoun, 2017.
- Vidéaste de Fat[23] de Côme de Bellescize, 2018.
- Auteure et metteuse en scène de Zaza Bizar[24],[25], 2013/2014.
- Auteure et metteuse en scène de Les Oiseaux ne se retournent pas[26], 2021.

## Distinctions

### Bande dessinée
- Prix Atomium Première RTBF du roman graphique 2020 pour Les oiseaux ne se retournent pas[8]
- Prix Solidarité de L’Obs et la Fondation Harmonie mutuelle 2020 pour Les oiseaux ne se retournent pas[9],[10],[11]
- Prix des lycées du Festival International d’Angoulême 2021 pour Les oiseaux ne se retournent pas[12]
- Prix Nouvelle République du festival BD Boum 2024 pour Les Notes rouges[20]

### Théâtre
- Prix jeunes talent 2013 de la ville de Paris pour la pièce Zaza Bizar[21],[24]